# Kanton Écueillé
Der Kanton Écueillé war von 1790 bis 2015 ein französischer Wahlkreis im Arrondissement Châteauroux, im Département Indre und in der Region Centre-Val de Loire; sein Hauptort war Écueillé.
Der Kanton Écueillé war 207,82 km² groß und hatte 3616 Einwohner (Stand 2012).

## Gemeinden
Der Kanton umfasste die Wahlberechtigten aus neun Gemeinden:
| Gemeinde         | Einwohner | Code postal | Code Insee |
| ---------------- | --------- | ----------- | ---------- |
| Écueillé         | 1413      | 36240       | 36069      |
| Frédille         | 74        | 36180       | 36080      |
| Gehée            | 301       | 36240       | 36082      |
| Heugnes          | 436       | 36180       | 36086      |
| Jeu-Maloches     | 121       | 36240       | 36090      |
| Pellevoisin      | 886       | 36180       | 36155      |
| Préaux           | 184       | 36240       | 36166      |
| Selles-sur-Nahon | 72        | 36180       | 36216      |
| Villegouin       | 411       | 36500       | 36243      |